# Pseudophoxinus alii
Pseudophoxinus alii är en fiskart som beskrevs av Küçük 2007. Pseudophoxinus alii ingår i släktet Pseudophoxinus och familjen karpfiskar. Inga underarter finns listade i Catalogue of Life.